# القوات الجوية الجزائرية
 القوات الجوية الجزائرية  هي الفرع الجوي للجيش الوطني الشعبي، أنشئت سنة 1957م أي بعد 3 سنوات من أندلاع الثورة الجزائرية، وتضم حاليا تعدادا قوامه 70 ألف مستخدم تحت أشراف وقيادة لواء عبد القادر لوناس الذي تم تعيينه في هذا المنصب في 12 أفريل 2005م.
تملك القوات الجوية الجزائرية أسطولا جويا الجزائري مكونا من أكثر من 550 طائرة عسكرية يشمل أنواعا عديدة أبرزها مقاتلات ميغ-29 وسو-30 متعددة المهام، كما وقعت عقدا لاقتناء 14 مقاتلة من صنف كل من سو-35، سو-57، إضافة إلى مقاتلات ميغ-25 الاعتراضية، وقاذفات قنابل تكتيكية من نوع سو-24، كما يعتبر الأسطول الجزائري للنقل العسكري الأضخم في أفريقيا بما مجموعه 40 طائرة وهو أمر طبيعي نظرا لشساعة مساحة الجزائر التي تعتبر أكبر بلد عربي وأفريقي.
أبتداء من سنة 2006م خضعت القوات الجوية الجزائرية لبرنامج تطوير شامل لأسطولها يهدف أساسا إلى تجديد عتادها وتزويدها بأحدث المقاتلات وفي هذا الأساس يتم تدريجيا إخراج معظم الطائرات القديمة التي ترجع للستينات والسبعينات من الخدمة أو وضعها أحتياطا في الخط الثاني ليتم أستبدالها بطائرات أحدث وهنا برزت المقاتلة سو-30 على رأس قائمة الطلبات الجزائرية ما جعل منها العمود الفقري للقوات الجوية الجزائرية في المرحلة المقبلة.

## تاريخ القوات الجوية الجزائرية

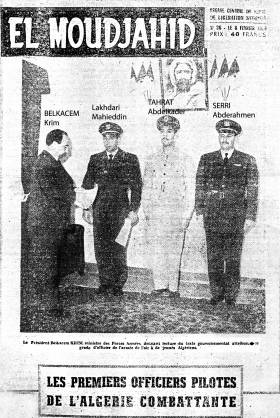
تخرج أول طيارين قبل الاستقلال في عهد الحكومة الجزائرية المؤقتة.

### النشأة والمرحلة الأولي من التحديث

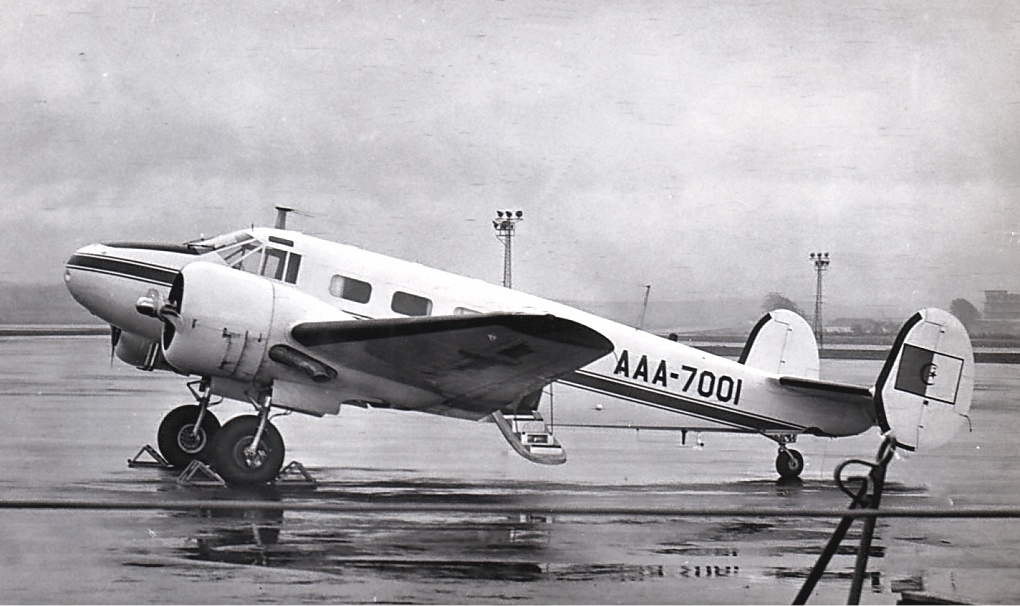
طائرة بوش 18 لسنوات الستينيات

- تعد سنة 1957م سنة تأسيس القوات الجوية الجزائرية والبداية كانت مميزة حيث نشأت في ظل المعركة وخارج حدود الوطن، حيث كانت البداية في مصر وفي العراق حيث بدأ تدريب طيارين جزائريين، كما ساعد اعتراف الصين بالحكومة الجزائرية المؤقتة على إرسال أول بعثة جزائرية إلى الصين للتدريب على الطيران، كما تم عقد أول صفقة في تاريخ القوات الجوية الجزائرية وتمثلت في 15 طائرة ميغ-15 من الاتحاد السوفيتي سنة 1961م (على شكل مساعدات) والتي رابضت في الجنوب الليبي بقيادة الطيارين المدربين في مصر والعراق و20 مقاتلة ميغ-17 بقيت في روسيا، لم تدخل القوات الجوية الجزائرية في أي نزاع مع الاحتلال الفرنسي قبل استقلال الجزائر، وبعد الاستقلال تم استقدام تلك الطائرات إلى الجزائر سنة 1964م إلى جانب 10 مروحيات ميل مي-4أ و6 طائرات نقل نوع إليوشن Il-14 و20 طائرة تدريب ميغ-15UTA كما تم اقتناء طائرتي بيتش-18 الأمريكية والتي كانت تحت تصرف الرئاسة.
- في سنة 1966م، شهدت القاعدة الجوية بطفراوي بالناحية العسكرية الثانية أستحداث مدرسة لضباط الجو حيث أستقبلت أولى الطلبة الضباط من أجل تكوين الطيارين والتقنيين في الطيران.

### 1980-1970
- تبعا للأحداث الهامة التي عرفتها هذه العشرية (تأميم المحروقات، صراع العربي الإسرائيلي في الشرق الأوسط والمغرب العربي)، ارتأت القيادة السياسية أقتناء سلاح أكثر تطورا ومن آخر جيل، بهدف مواجهة مهمات أكثر تعقيدا، والقيام بإنشاء قواعد جديدة، من أجل الاستجابة إلى المتطلبات والاحتياجات الجديدة.
- بالنظر إلى حجم المهام المسندة إلى الطيران العسكري وعلى غرار الجيوش المحترفة، قررت القيادة العليا فصل الدفاع الجوي عن الإقليم عن مديرية الطيران العسكري حيث تم في سنة 1986م، تحويلها إلى قيادة القوات الجوية، بتنظيم أكثر ملائمة مع المهام الجديدة المستندة إليها.
- قيادة مركزية بقيادة أركان، مفتشية، أقسام الأسلحة، أقسام الدعم ومكاتب متخصصة؛
- قيادات الجو على مستوى النواحي العسكرية؛
- قواعد جوية، مدارس، مركز التدريب، مؤسسات الدعم، مؤسسات تجديد العتاد ووحدات الدفاع والحماية.
- اقتنت القوات الجوية في البداية 6 طائرات ميغ-21FL ثم اضافت 30 طائرة ميغ-17 و12 طائرة نقل نوع إليوشن Il-14، وعززت قوتها بـ 12 قاذفة قنابل Il-128، ثم ألحقتها بـ 32 مقاتلة ميغ-21F، و30 مروحية نوع مي-4A سنة 1965 ثم 4 طائرات تدريب نوع Il-18، و28 طائرة تدريب CM-170-2 فرنسية.
- كما أقتنت المروحية العملاقة مي-6T، وسربين من طائرات سوخوي سو-7B، و35 مروحية نوع مي-8B إلى جانب 13 طائرات تدريب هولندية F-27، قبل تعزيز صفوفها بـ 86 طائرة ميغ-21 و7 طائرات تدريب أمريكية Sierra.
- خلال عام 1973م وإبان حرب أكتوبر ساهمت الجزائر في دعم مصر ب 13 مقاتلة ميغ-21 و23 مقاتلة ميغ-17 و12 مقنبلة سوخوي سو-7 كما أقتنت الجزائر 32 طائرة مقنبلة تكتيكية من نوع سوخوي سو-20 ليتم تحويلها مباشرة لدعم القوات المصرية بعد أن رفضت روسيا بيع الطائرات إلى مصر.
- تدعمت القوات الجوية سنة 1977م 65 مقاتلة نوع ميغ-23MF كما تميزت تلك الفترة بدخول المقاتلة ميغ-25 بداية من سنة 1978 بعدد 20 مقاتلة تعززت فيما بعد بـ9 مقاتلات ميغ-25RB إلى جانب 5 طائرات كينغ إير-200، و90 طائرات تدريب T-34C أمريكية و65 مقاتلة ميغ-21Bis، كما جرى إدخال المروحية مي-24 في نسختها الأولى مي-24A ثم النسخة مي-24D سنة 1979م بعدد كلي يبلغ 18 مروحية، لتكون أبرز فترة مر بها سلاح الجو الجزائري.

### 1991-1981

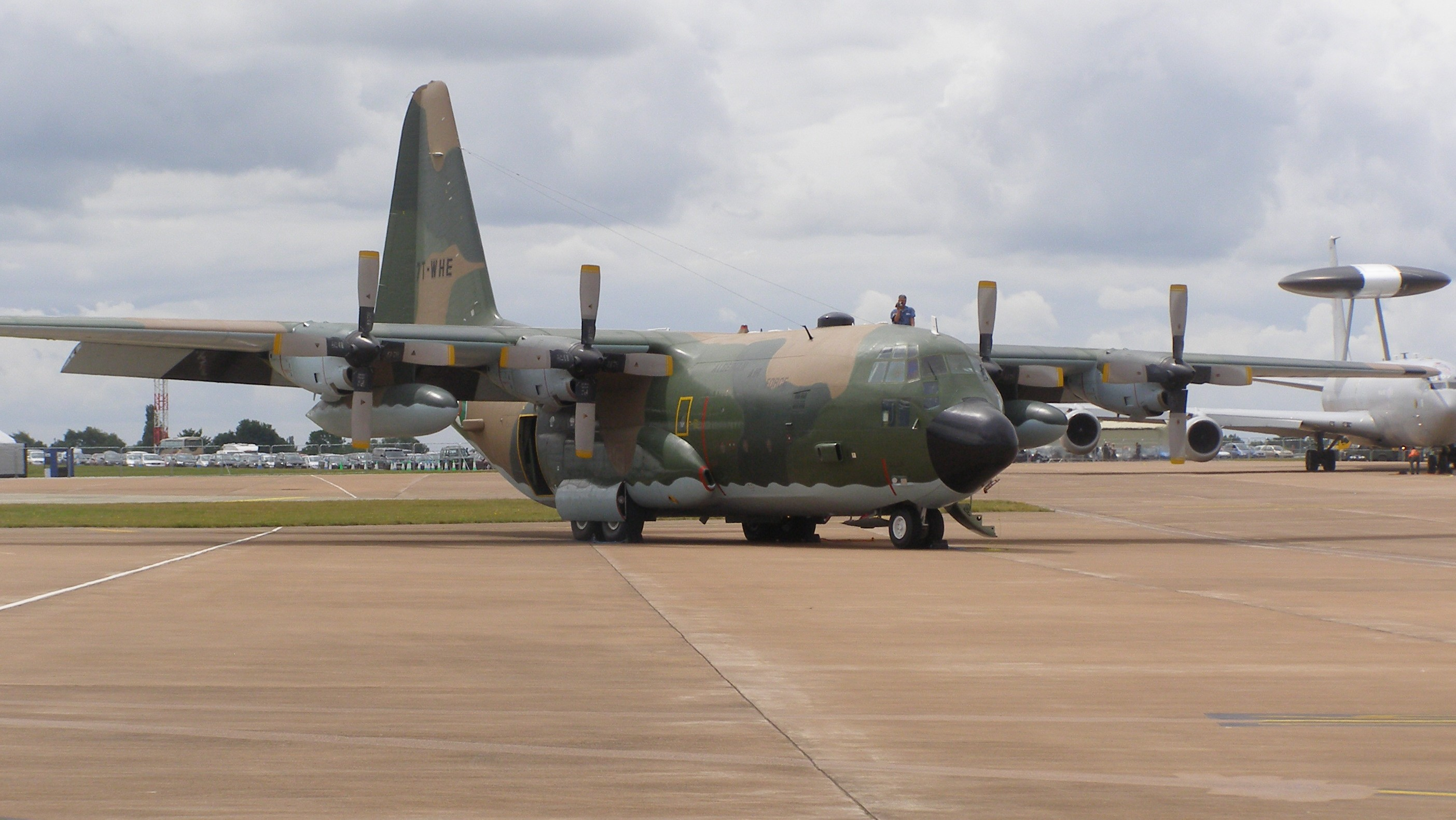
طائرة C-130H تابعة للقوات الجوية الجزائرية.

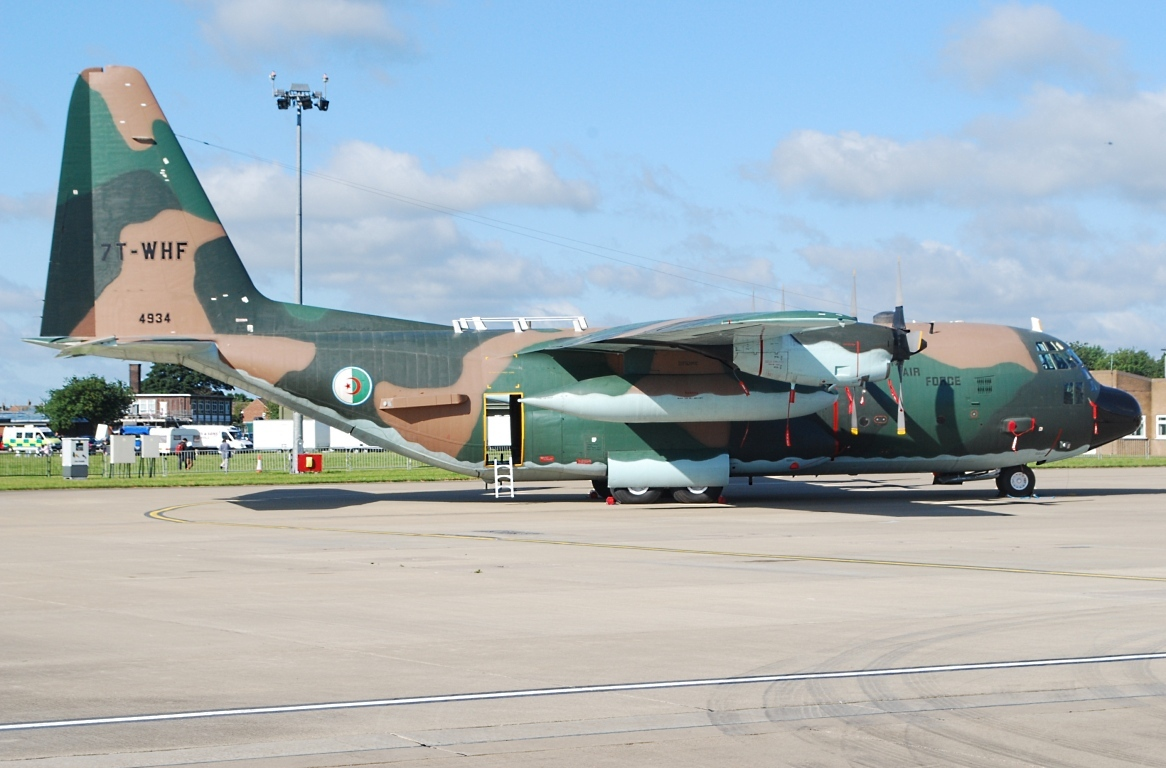
طائرة C-130H تابعة للقوات الجوية لنقل المدرعات الحربية وقوات النخبة (الصاعقة)

- تحولت الجزائر في تلك الفترة إلى المعسكر الغربي للتسليح حيث أقتنت 20 طائرة C-130H منها 10 طراز C-130H30 وطائرتي B200T و6 مروحيات خفيفة من رومانيا نوع SA-316B، إلى جانب 39 طائرات تدريب ودعم قريب من نوع آيرو إل-39 ألباتروس و46 طائرة تدريب نوع زلين زد 42 و5 طائرات زلين زد 43 من تشيكوسلوفاكيا سنة 1987 وتم اقتناء 47 مروحية مي-8T إضافة إلى 22 طائرات نقل عسكري من طراز إليوشن إي أل-76.

### 2001-1991
- في سنة 1991م تدعمت القوات الجوية بـ 10 مقنبلات تكتيكية من طراز سوخوي سو-24MK. كما شهدت هذه الفترة اقتناء 5 مروحيات Ka-32S للبحرية و9 مروحيات AS-350 لصالح الدرك الوطني إلى جانب 42 مروحية مي-17 سنة 1998 من روسيا.
- بسبب الاقتصاد المتدهور والديون اتجاه الاتحاد السوفيتي والحظر الدولي اضطرت الجزائر للبحث عن أسواق ثانية فتوجهت إلى دول أوروبا الشرقية حيث قامت سنة 1996م بأستبدال 120 طائرة ميغ-21 مقابل 67 طائرات ميغ-29S مع بيلاروسيا واقتنت منها أيضا مقاتلتي سوخوي سو-24MK سنة 1997. واقتنت 9 طائرات ميغ-25PD اعتراضية إضافة إلى 9 طائرات ميغ-25RB مخصصة للمراقبة و14 مروحية مي-24V من أوكرانيا سنة 1997م.
- سنة 1999م تعاقدت الجزائر على أقتناء 3 مقنبلات سوخوي سو-24MK مستعملة في الجيش الروسي كانت للتجربة ووعادت سنة 2000م لتوقع صفقة أخرى لاقتناء 22 مقنبلة سوخوي سو-24MK مستعملة بقيمة 120 مليون دولار تم تسليمها جميعا منتصف عام 2001.[5]
- كما شهدت هذه الفترة التعاقد على 42 مروحية مي-17 و42 أخرى من نوع مي-8 إضافة إلى 6 طائرات إليوشن إي أل-78 مخصصة للتموين الجوي بالوقود والشحن العسكري [6]

### ما بعد 2001
- أستمر التعاون العسكري مع أوكرانيا حيث أقتنت الجزائر منها 42 مروحية نقل مي-171 و 16 مروحة هجومية مي-24V ال جانب 6 طائرات ميغ 29S سنة 2003م، إلى جانب 12 مروحية روسية نوع AS-355 خصصت للاستطلاع والتصوير الجوي كما تم تعزيز القوات الجوية بـ 6 طائرات نقل عسكري CASA[ ؟ ] C-295.
- عقب أحداث 11 سبتمبر 2001 وصلت طائرات الحرب الإلكترونية Beech-1900D Hisar حيث طلبتها الجزائر سنة 2000 لكن الولايات المتحدة الأمريكية كانوا غير مقتنعين حتى أحداث 11 سبتمبر فتم رفع الحظر على الجزائر وبيعت للجزائر مع احدث ما توصلت إليه التكنولوجيا الأمريكية في مجال الحرب الإلكترونية حيث قامت شركة نورثروب جرومان وشركة رايثون بتزويدها بمعدات تصوير ومراقبة منها رادار مسح SAR ونظام تصوير حراري Westcam FLIR يعمل في جميع الأحوال الجوية ليل/نهار كما زودته نورثرب جرومان بالنظام الاستخباراتي SIGINT، ويعتقد أن هذا النظام الجديد هو المسؤول عن إسقاط زعيم الجماعة الإرهابية بعد تعقب هاتفه النقال حيث كان الوصول إليه أمر صعب لأنه كان يستخدم هاتف الاتصال الفضائي سنة 2002م، كما ساهمت بشكل فعال في كشف مكان السياح الألمان المختطفين سنة 2003م حيث تمكنت القوات الخاصة من تحرير 17 من السياح وقتل 9 إرهابيين وكذلك تدمير عدد من العربات كانت محملة بالأسلحة بعد مدة قصيرة من تلك العملية إلى جانب الطائرات بدون طيار لجنوب أفريقية.
- بدأت القوات الجوية الجزائرية برنامج تحديث أسطولها من الحوامات الروسية من طراز مي-24 المعروفة في الغرب باسم HIND وذلك بمعاونة شركة ATE الجنوب الإفريقية، وتوفير الشركة للجزائر قطع الغيار، والدعم الأرضي، ومعدات الأختبار، بالإضافة إلى تكوين الطيارين وكذالك الطاقم الأرضي المدرب. ولقد تمكنت شركة ATE من تطوير المروحيات مي-24 من خلال إدماج الأنظمة التالية في نظام متكامل: نظام رصد الهدف (النهاري-الليلي) مع مناظير الرؤية الليلية مع مدفع متحرك مركب على برج عيار 20 مم مع ثمانية صواريخ مضادة للدبابات موجهة بأشعة الليزر من طراز INGWE ذات مدى يبلغ 5 كيلومترات مع حاويات عاكسات أشعة الرادار وطلقات الأشارات الضوئية للتمويه ونظام إضاءة التشكيلات الجوية، مما يعطي الطائرة قدرات متكاملة على شحن هجوم ليلي، ومجهزة بمقصورة قيادة ذات تصميم جديد ومبتكر مما يعطي الطياريين في المقصورة مجال رؤية ممتاز وخفضاً يبلغ طنين من وزن الطائرة ويعزز من ذلك تجهيزات طيران رقمية جديدة. وتزويد سلاح الجو الجزائري بطائرات بدون طيار من Seeker للاستطلاع والتنصت والحرب الالكترونية تكفلت شركة «دينيل» الحكومية للصناعات العسكرية بتكوين طيارين جزائريين على قيادتها.
- اختبرت الجزائر سنة 2004م طائرات سوخوي سوخوي سو-30 وسوخوي سو-34 إلى جانب طائرة التدريب Yak-130.و بحلول سنة 2006م عقدت الجزائر رسميا صفقة مع روسيا شملت طلب 34 طائرة ميغ-29SMT و28 طائرة سوخوي سو-30MKA و16 طائرة Yak-130 إضافة إلى طلبات أخرى.
- بعد الأداء المتميز الذي قدمته طائرات Beech-1900 قررت القيادة الجزائرية تغيير سياستها التسليحية وخاصة لسلاح الجو وبدأت فعلياً في التفكير في التقنيات قبل الكم وهو ما أكده قرار استبعاد ميغ-21 وميغ-23 إلى الخط الثاني «للطوارئ» إلى حين الحصول على عدد مكافئ من الطائرات الحديثة قبل إخراجها نهائياً من الخدمة.

### تحديث القوات الجوية (2006-حاليا)

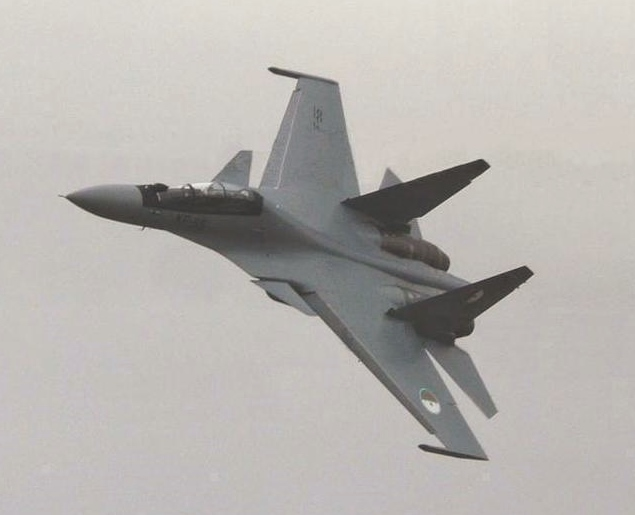
Sukhoi سوخوي سو-30MKA

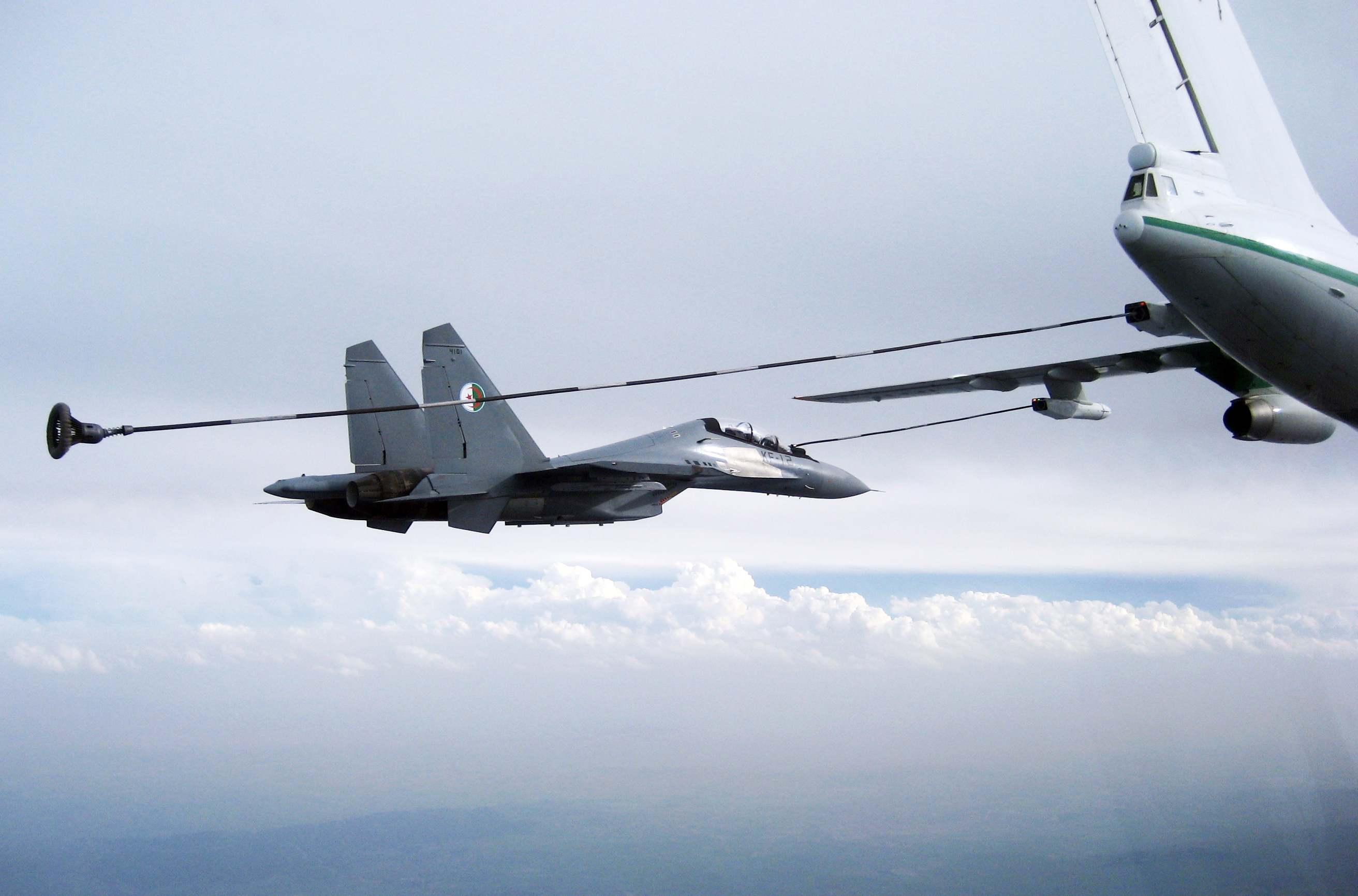
التزود بالوقود جواً لطائرة سوخوي سو-30MKA.

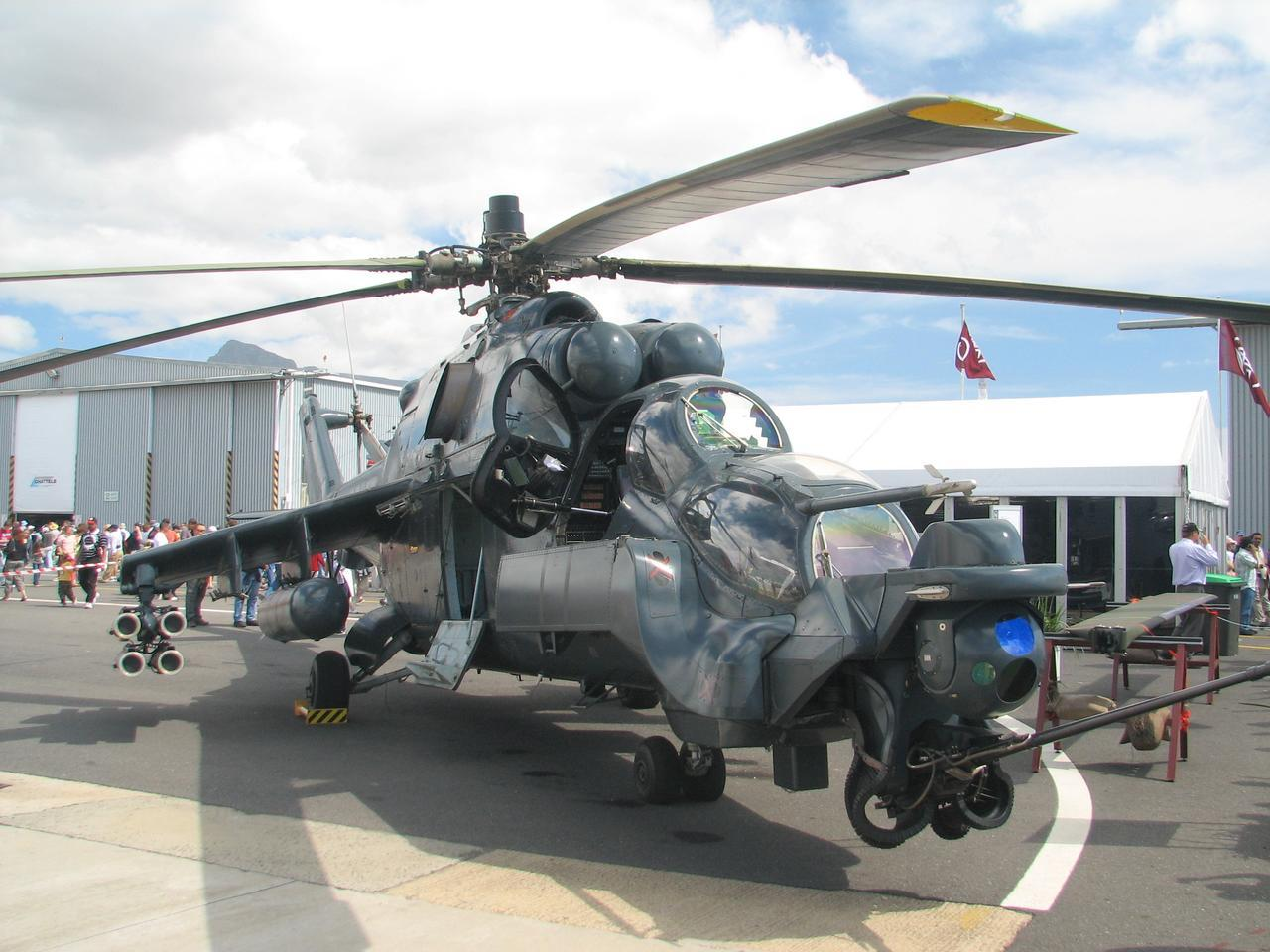
سوبر هند MKIII القوات الجوية الجزائرية نسخة جزائرية معدلة بالكترونيات طيران غربية

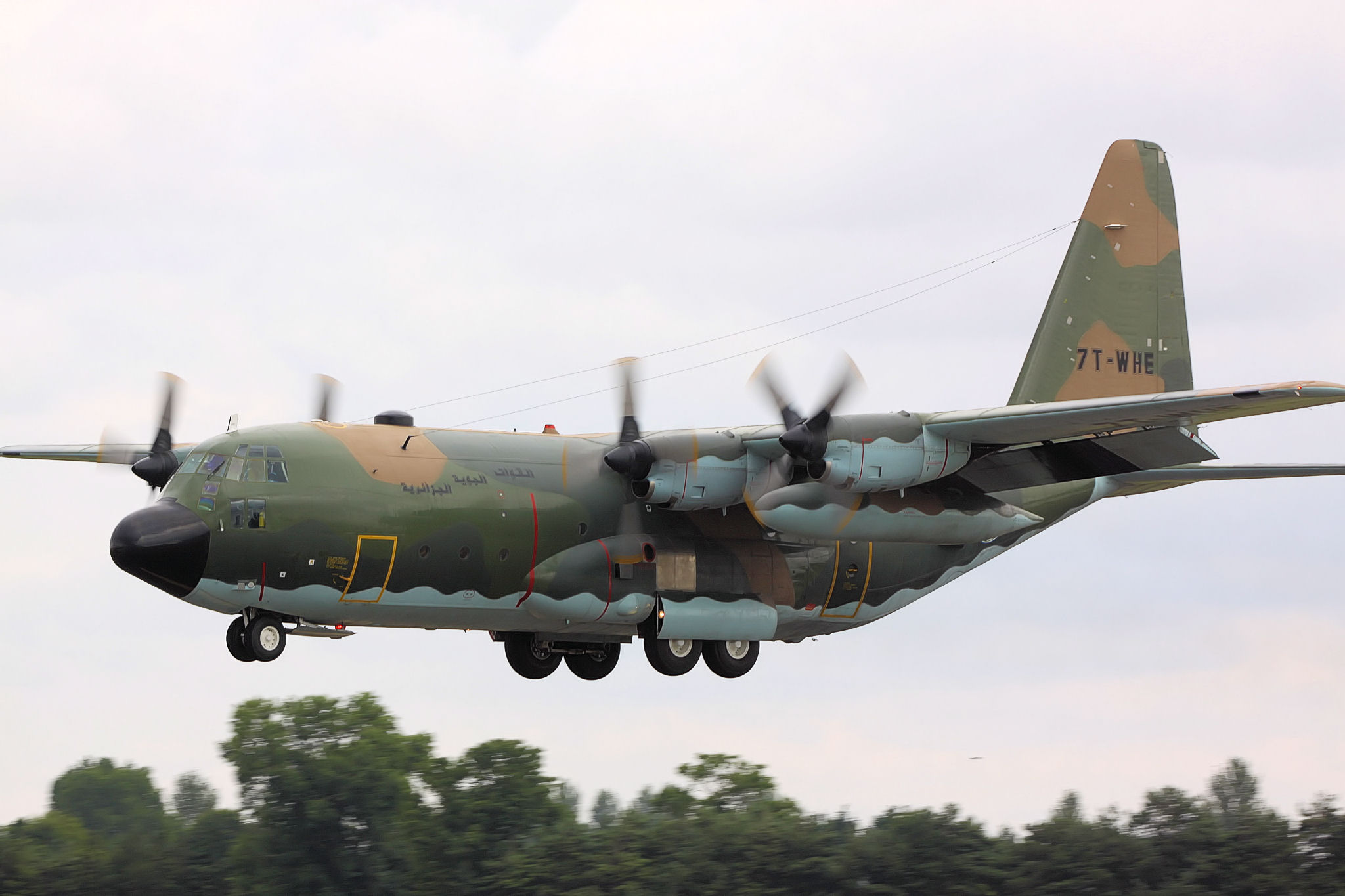
C130 Hercules

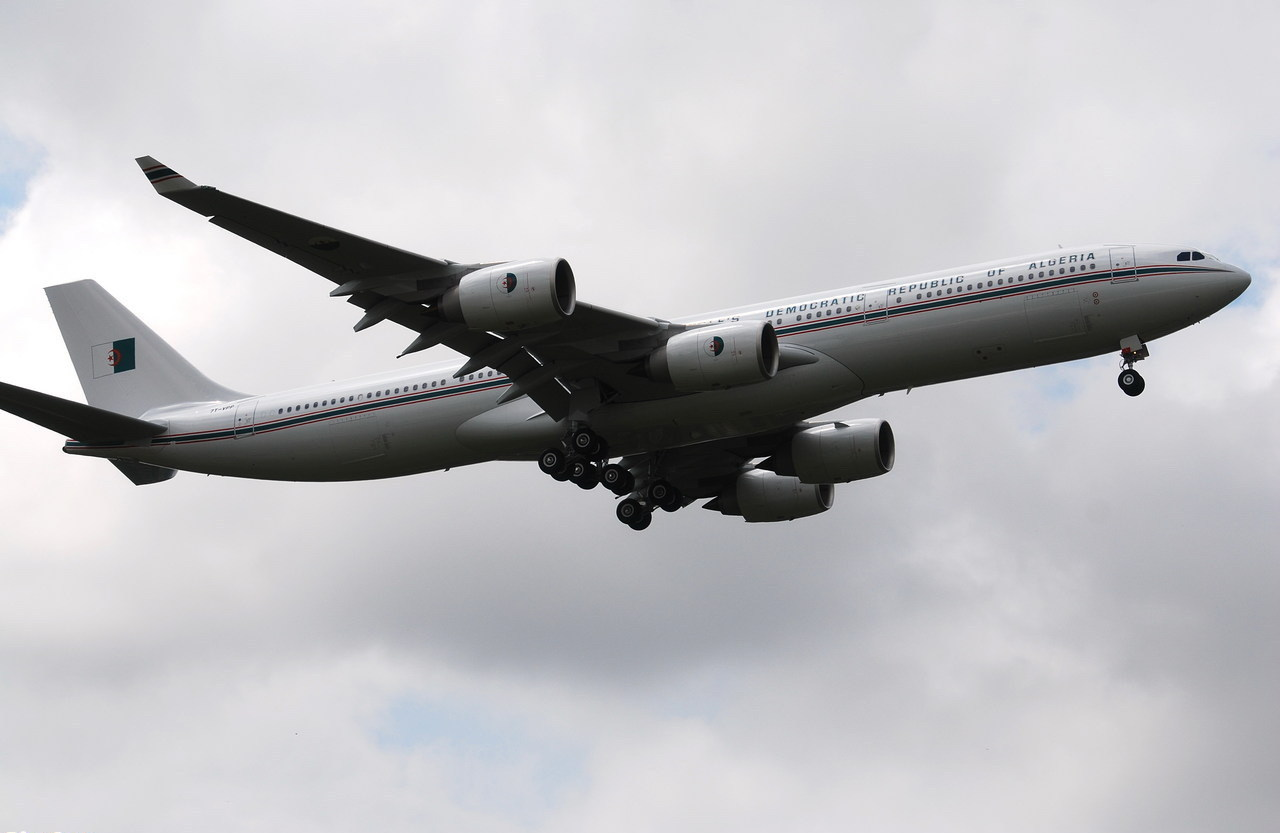
طائرة أربيس أ348-500 لنقل العسكري

بحلول سنة 2006م بدأت القوات الجوية الجوائرية مرحلة جديدة تم فيها إطلاق برنامج لتطويرها وتحديثها مواكبة لمتطلبات الفترة الراهنة والمستقبلية وخلالها عقدت الجزائر صفقة كبيرة مع روسيا  لتزويدها بـ 28 مقاتلة ميغ-29SMT و6 طائرات ميغ-29UB مخصصة للتدريب إضافة إلى 28 مقاتلة متعددة المهام من طراز سوخوي سو-30MKA و16 طائرة تدريب Yak-130.
في سنة 2007م خلال زيارة الرئيس الجزائري عبد العزيز بوتفليقة لروسيا، قررت الجزائر إلغاء صفقة مقاتلات ميغ-29 بسبب عدم مطابقتها للمواصفات التي طلبتها الجزائر وأستعمال قطع غيار رديئة ومستعملة في تصنيعها وقررت أستبدالها بـمقاتلات سوخوي سو-30 بعدد 16 ، وتم سنة 2010 تقديم طلب اخر لتصنيع 16 طائرة أخرى.
كما تشير تقارير عديدة إلى رغبة الجزائر في زيادة اعداد طائرات سوخوي سوخوي سو-30 إضافة إلى أقتناء طائرات سوخوي سو-35 التي عرضتها روسيا على الجزائر وقاذفات سوخوي سو-34 بمجرد صدور النسخ التصديرية لها إضافة إلى مروحيات هجومية من طراز مي-28NE أو الصياد الليلي. كما تضع تقارير أخرى الجزائر من بين الدول شديدة الاهتمام بطائرة الجيل الخامس الشبحية Pak-FA.
وقعت الجزائر عقدا لشراء أكثر من 40 مروحية هجومية وأخرى للنقل من روسيا، فضلا عن تحديث حوامات من طراز ميل مي-8 عاملة لدى القوات الجوية الجزائرية القيمة الإجمالية لعقد توريد الحوامات الجديدة، وإصلاح وتحديث الحوامات القائمة لدى القوات الجوية الجزائرية، ستبلغ نحو 2.7 مليار دولار، مضيفة أن الجزائر ستستلم بشكل عام 42 حوامة هجومية من طراز ميل مي-28 «الصياد الليلي» و6 مروحيات حديثة مخصصة للنقل الثقيل من طراز ميل مي-26، على أن تقوم شركة «مروحيات روسيا» بتنفيذ عقد التوريد.

### طائرات حربية جديدة للجزائر (2016)

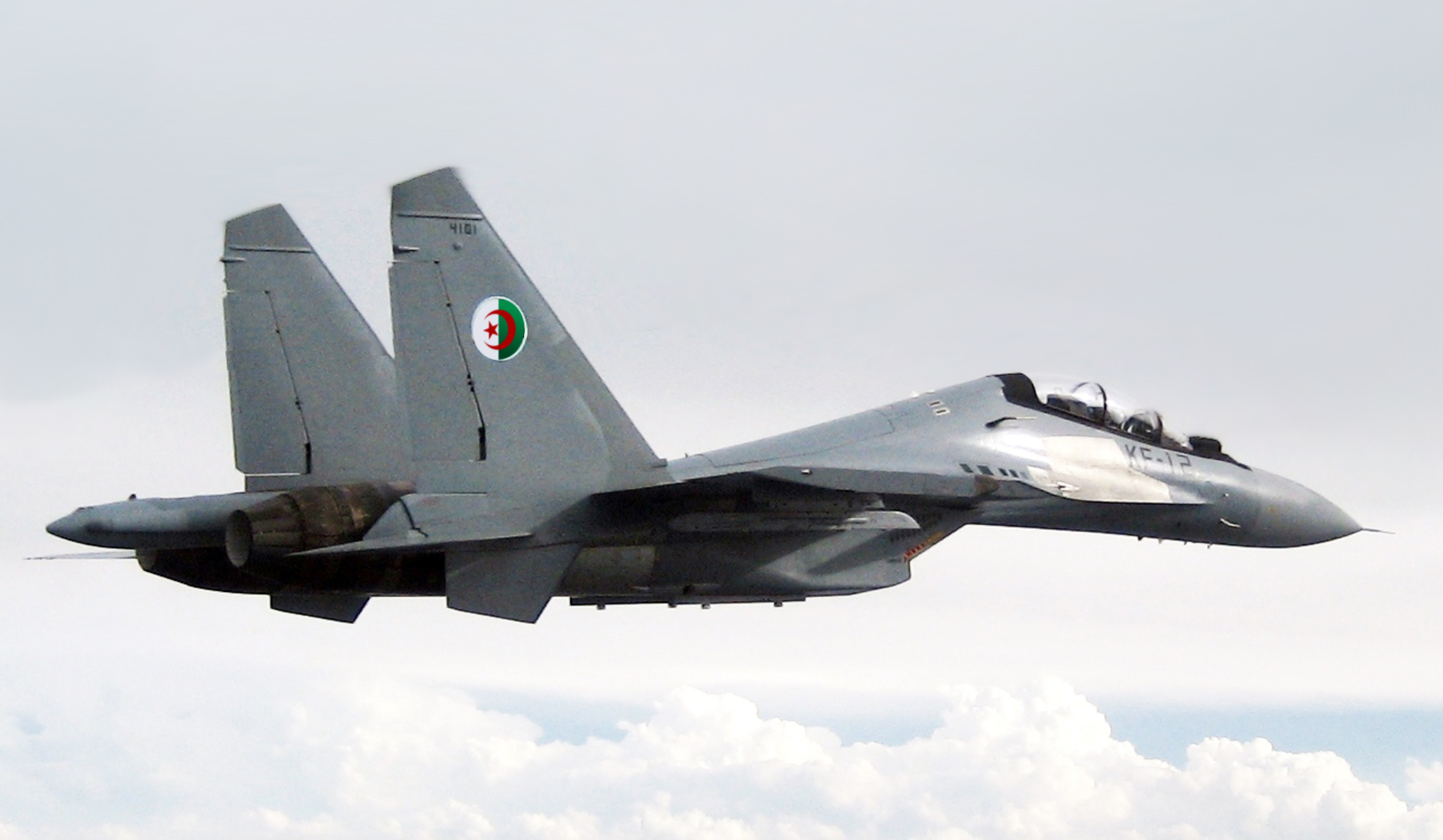
سوخوي سو-30

تتجه الجزائر لإحداث تعديلات في مجال عقيدتها العسكرية المتصلة بالقوات الجوية بالخصوص، بما يتماشى مع طبيعة التحديات الإقليمية التي تعرفها المنطقة، وتنامي نشاط التنظيمات والمجموعات المسلحة، وهو ما تبينه السياسات المعتمدة في تدعيم قدرات سلاح الجو على وجه الخصوص، وأنظمة الدفاع الجوي، بإدخال أساليب مدمجة تضم شبكات الاتصالات العصرية والأنظمة الرادارية الحديثة وطائرات دون طيار للمراقبة، إلى جانب تجهيز وحدات الجيش بأسراب من الطائرات والحوامات، آخرها طائرات مروحية هجومية من طراز ”كاموف كا 52” والمصممة لمواجهة مخاطر تقنيات حروب العصابات والحروب غير التقليدية، وتكشف توجهات الجزائر في مجال التجهيز العسكري، تكيفا للعقيدة العسكرية التي تراعي أبرز التحديات التي يعرفها المحيط الجغرافي، لاسيما ليبيا ومنطقة الساحل، وهي المناطق التي أضحت تمثل عامل تهديد دائم للعمق الأمني الجزائري، ما يتطلب مراجعة أساليب المواجهة ضد الاختراقات المحتملة عبر حدود طويلة، لا يمكن السيطرة عليها بالأساليب التقليدية، وعلى هذا الأساس، تبنت الجزائر مشاريع التغطية الرادارية والمراقبة المدمجة التي تضم التغطية الرادارية والمراقبة عبر الأقمار الاصطناعية والطائرات دون طيار، كما تم تبني مجموعة من المشاريع الرامية لتحديث وعصرنة القوة الضاربة للقوات الجوية، فبعد تجهيز هذه القوات بحوامات ”ياك 130”، وطائرات ميكويان جيروفيتش ميغ-25، سوخوي سو-30، أبدت الجزائر اهتماما بنموذجين من الطائرات، الأولى طائرات سوخوي سو-35 وهي طائرات من الجيل الرابع والتي تمتاز بمواصفات قتالية عالية وبدقة كبيرة، كشف عنها التدخل الروسي في سوريا، والتي يمكن أن تتكامل مع طائرات سوخوي سو-30 التي يراد من خلالها تعويض أسراب طائرات ميكويان جيروفيتش ميغ-25 التي تمتلك منها الجزائر 25 طائرة، إذ من المرتقب أن تتسلم الجزائر بداية من هذه السنة سربا جديدا فضلا عن استكمال برنامج تسلم طائراتسوخوي سو-30، والثاني الحوامات الحديثة من طراز ”كاموف كا 52 أليغاتور” التي تعد من بين أفضل الطائرات المروحية في العالم، حيث تتمتع بقدرة قتالية عالية في الليل والنهار، وفي الظروف المناخية الصعبة، ويمكن أن يساهم اقتناء الجزائر لمثل هذه الحوامات تكاملا، مع مجموعة الطائرات المروحية التي تم اقتناؤها حديثا بما في ذلك الحوامات الثقيلة ميل مي-26 وميل مي-28 وعصرنة الحوامات ميل مي-17، وتتكامل هذه الاستراتيجية مع تطوير وعصرنة نظام الدفاع الجوي بفضل نظام نقال للقيادة المضادة للطيران أكاسيا، ونظام الدفاع الجوي والباليستي أنطاي 2500 و”بوك أم 2”، تضاف إلى أنظمة عصريةأس - 300 و ”بانتسير جانوس”، ويمكن أكاسيا بامتلاك نظام قيادة متنقل للأفراد ونظرة شاملة وآنية لمجمل التراب الوطني والتي تتكامل مع القوات الجوية والدفاع عن الإقليم، ويرشح النظام المعتمد بالتكيف مع مجمل التحديات التي يمكن أن تواجه بلد بمساحة شاسعة مثل الجزائر، وبإمكانيات اختراق لترابها بقوات أو عناصر غير تقليدية، كما بينته حادثة الاعتداء على مركب الغاز بتيڤنتورين بعين أمناس في جانفي 2013، والتي كانت مكلفة على عدة مستويات.

## هيكلة القوات الجوية
- تقسم الاسراب الجوية الجزائرية بحسب طبيعتها القتالية إلى عدة افواج وهي:
- الفوج الثاني للنقل التكتيكي: تعمل به بالاخص طائرات الشحن العسكري C-130H-30
- الفوج الثالث للدفاع الجوي عن الإقليم : ويسمى «فوج العقرب» ويضم مقاتلات ميغ-29.
- الفوج الرابع للدعم والاختراق: تعمل به الطائرات المخصصة للدعم والقتال الهجومية ويضم مقاتلات: سوخوي سو-24 وسوخوي سو-30MKA
- الفوج الخامس للاستطلاع : تعمل تحت لوائه الطائرات المخصصة للاستطلاع والحرب الإلكترونية: ميغ-25RB وسوخوي سو-24MP وسوخوي سو-24MR.
- الفوج السادس للدعم الخفيف تعمل به طائرات L-39C
- الفوج السابع للنقل التكتيكي : تعمل به طائرات الشحن العسكري والتموين الجوي بالوقود إليوشن إي أل-76/إليوشن إي أل-78
- الفوج الثامن للتدريب : تعمل به الطائرات المخصصة للتدريب القاعدي والمتخصص: YAK-130 وL-39C، زلين، سفير
- الفوج المقاتل العاشر : تعمل به المقاتلات الاعتراضية ميغ-25PDS
- الفوج الثاني عشر متعددة المهام تعمل به مقاتلات سوخوي سو-30MKA

| الفوج                                         | السرب                                                                                              | القاعدة الجوية         | الطائرات                                                                             |
| --------------------------------------------- | -------------------------------------------------------------------------------------------------- | ---------------------- | ------------------------------------------------------------------------------------ |
| الفـوج الثانـي للنقـل التـكتيـكي              | السرب 32 للنقل التكتيكيالسرب?3 للنقل التكتيكي السرب؟؟ للنقل السرب؟؟ للاستطلاع السرب؟؟ للربط        | بوفاريك بوفاريك بوسفر  | C-130H/C-130H-30 C-130H/C-130H-30 Beech 1900D Hisar -Beech 200T GulfstreamIV-V Ka-32 |
| الـفوج الثالث للـدفـاع الجـوي (فوج العـقرب)   | السرب 113 للدفاع الجوي السرب 143 للدفاع الجوي السرب 153 للدفاع الجوي السرب 193 للدفاع الجوي        | تندوف ورقلة بشار بوسفر | ميغ-29 سوخوي سو-30MKA                                                                |
| الـفوج الرابع للدعم والاختراق                 | السرب 274 للدعم والاختراق السرب 284 للدعم والاختراق السرب 294 للدعم والاختراق                      | الاغواط                | سوخوي سو-24MK2                                                                       |
| الـفوج الخـامس للاستطــلاع والحرب الإلكترونية | السرب 510 للاستطلاع السرب؟؟ للاستطلاع                                                              | عين وسارة الاغواط      | ميغ-25RB/سوخوي سو-24MRBeech 1900D Hisar                                              |
| الفوج السادس للدعم الخفيف                     | السرب 620 للدعم الخفيف (النمور)                                                                    | المشرية                | L-39C                                                                                |
| الـفوج السـابع للـنقل التـكتيـكي              | السرب 347 للنقل التكتيكي السرب 357 للتزود الجوي بالوقود السرب؟؟ للنقل السرب 580 للربط والنقل الخاص | بوفاريك                | Il-76 Il-78 Beech 1900D/C-295/ GulfstreamIV/V-Beech 1900D                            |
| الـفوج الثـامن للــتدريب                      | السرب 640 للتدريس الأساسي 658 للتدريب الأساسي السرب 678 للتدريب الأساسي السرب 618 للتدريب المتقدم  | طفراوي                 | Beech 200 Firnas-42/Safir-43 Albatros L-39C/YAk-130                                  |
| الفوج المقاتل العاشر                          | السرب المقاتل 110                                                                                  | عين وسارة              | ميغ-25PDS                                                                            |
| الفوج الثاني عشر متعدد المهام                 | السرب المقاتل؟؟ السرب المقاتل؟؟ السرب المقاتل؟؟                                                    | ام البواقي             | سوخوي سو-30MKA                                                                       |

## القواعد الجوية
تملك القوات الجوية الجزائرية 15 قاعدة عسكرية أساسية إضافة إلى العديد من القواعد الاحتياطية في كل أنحاء الجزائر، ومن أهمها قاعدة أم البواقي الجوية (الجزائر) بالشرق الجزائري الأكبر أفريقيا المصممة وفق احدث التقنيات والتجهيزات بالإضافة إلى ان عنابر الطائرات معدة ضد الضربات الجوية والتي بمقدورها استيعاب أكثر من 70 مقاتلة بشكل محصن.

## تصنيع الطائرات في الجزائر

### طائرات التدريب

فرناس 142

قامت وزارة النقل الجزائرية بانشاء مصنع في سنة 1987 لتصنيع الطائرات التدريبية برخصة من شركة طائرات زلين التشيكية المعروفة بجودتها في صناعة الطائرات التدريبية، وفي سنة 1993 تم تسلم المصنع من طرف وزارة الدفاع الجزائرية، حيث تم تصنيع عدد كبير من طائرات التدريبية للقوات الجوية الجزائرية وحتى الطائرات المدنية لبعض الشركات الجزائرية ويتم تصنيع أنواع كثيرة من الطائرات في هذا المصنع من بينها فرناس 142 المستنسخة من طائرة زلين 142 التشيكية بمقعدين وسفير 43 بأربع مقاعد.

### طائرات بدون طيار

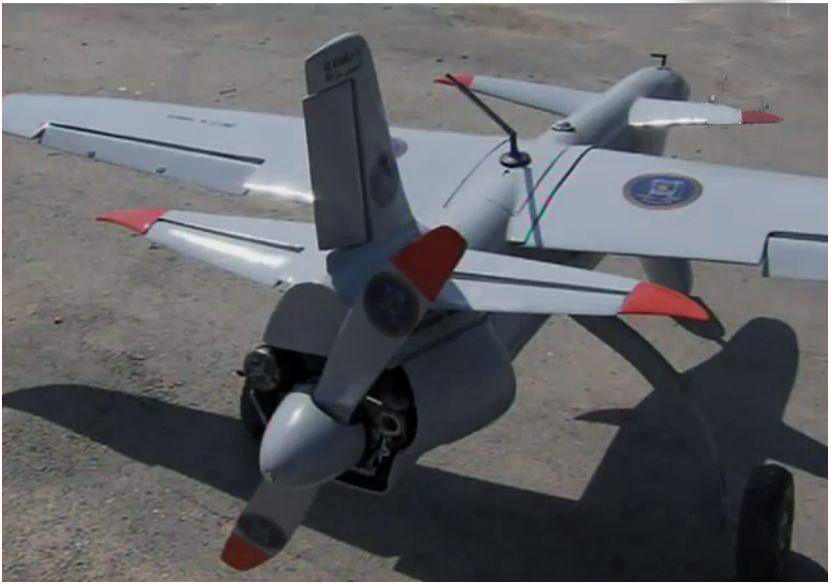
الفجر 10

صمم مجموعة من الباحثين في جامعة وهران أول نموذج لطائرة بدون طيار جزائرية 100% ، وهذا كرد فعل على رفض الولايات المتحدة بيع الجزائر هذا النوع من الطائرات ثم توالت الصناعات مثل أمل 1-400، أمل 2-700 إلى وأخيراً
أمل 3-300، (بالفرنسية: AMEL 300-3)‏ أحرز آخر اختبار للطيران لطائرات بدون طيار (أمل 3-300) نجاحا كبيرا حيث أظهرت النتائج استقرارا في الإقلاع والهبوط وفي الاتصال مع المحطة الأرضية، وهي الطائرات المصنعة من قبل مركز البحوث والتكنولوجيا الصناعية (الجزائر) بالشراقة (CRTI).

### صناعة المروحيات

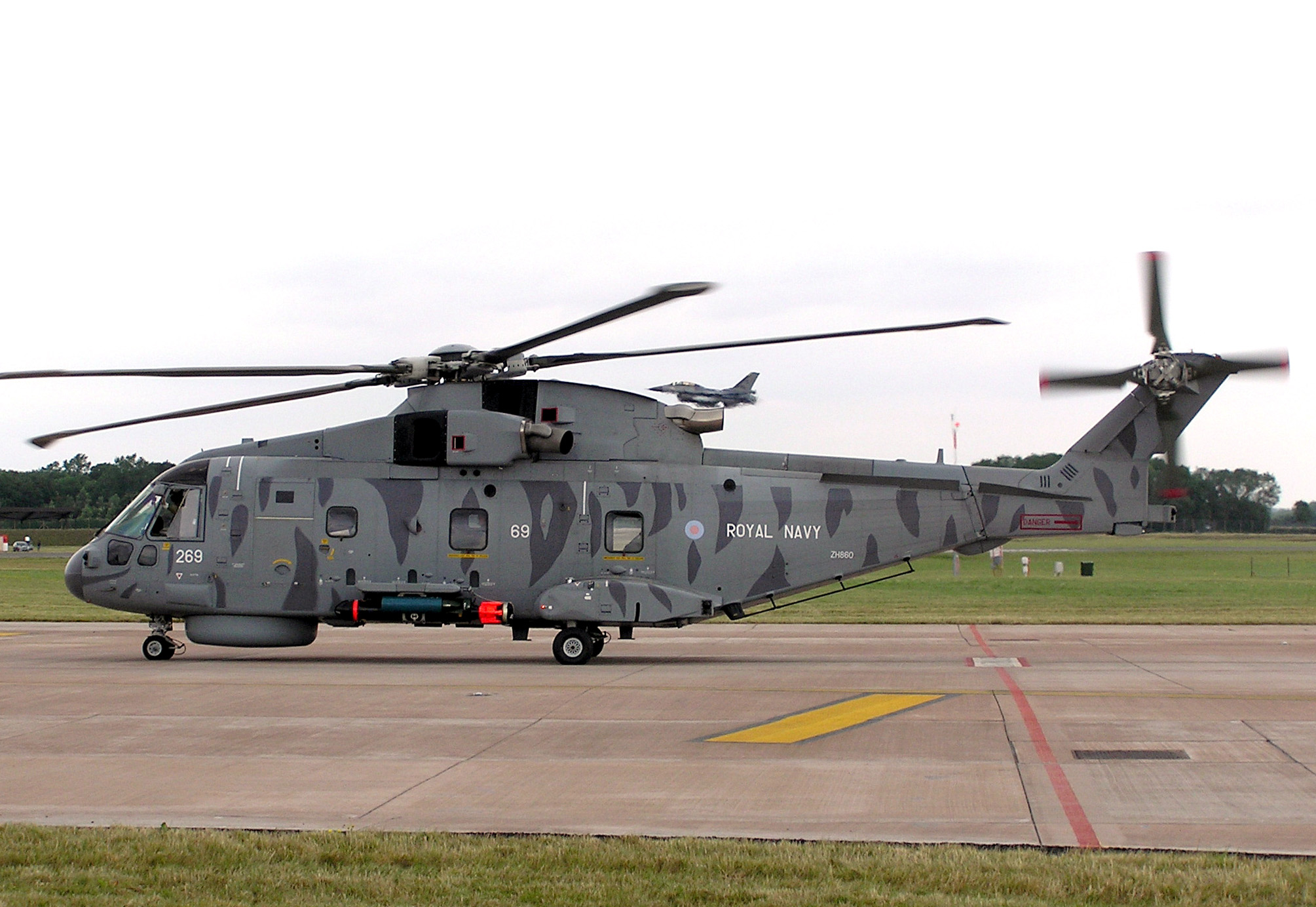
مروحية من نوع (AW-101)

الشراكة الجزائرية الايطالية لصناعة المروحيات في مدينة قسنطينة تم توقيع العقد سنة 2016م وأنطلق الإنتاج سنة 2017م لينتج 100 مروحية من نوع (AW-101) أغستاوستلاند إيه دبليو 101 سنويا.

## تعداد معدات القوات الجوية
| الطائرات                   | صورة | بلد الأصل                      | في الخدمة | النوع                       | الطراز                       | ملاحظات |
| -------------------------- | ---- | ------------------------------ | --------- | --------------------------- | ---------------------------- | --- |
| سو-30                      |      | روسيا                          | 57        | مقاتلة متعددة المهام        | سوخوي سو-30MKA سوخوي سو-30MS | دفعة ثالثة من 16 سوخوي سو-30MS احدث وأفضل نسخة تحتوي على اكترونيات السو-35، سيكون الجزائر المشغل الثاني لها عالميا بعد روسيا      |
| ميغ-29                     |      | أوكرانيا/ بيلاروس              | 32 14     | مقاتلة متعددة المهام        | ميغ-29UB ميغ-29s ميغ-29m     | |
| ميغ25                      |      | روسيا/ أوكرانيا                | 13        | مقاتلة اعتراضية             | ميغ-25P ميغ-25PD             | تم تحديثها في أوكرانيا سنة 2011.                                                                                                  |
| قاذفات قنابل               |      |                                |           |                             |                              | |
| سو-24                      |      | روسيا                          | +23       | قاذفة قنابل تكتيكية         | سوخوي سو-24MK2               | |
| سو-34                      |      | روسيا                          | 24        | مقاتلة-قاذفة                |                              | صرح سيرجي سميرنوف أنه بعد 8 سنوات من المفاوضات تلقت روسوبورونيكسبورت طلبات لتوريد سو-34 ل الجزائر                                 |
| طائرات استطلاع             |      |                                |           |                             |                              | |
| ميغ 25                     |      | روسيا أوكرانيا                 | 6         | طائرة استطلاع               | ميغ-25RB                     | |
| سو-24                      |      | روسيا                          | 4         | طائرة استطلاع               | سوخوي سو-24MR                | |
| بيتش كرافت 1900 D          |      | الولايات المتحدة               | 6         | طائرة استطلاع               | beech HISAR/MMSA             | مزودة بأجهزة استشعار مختلفة: الرادار، كاميرا التصوير الحراري، تُستخدم في مكافحة الإرهاب والمراقبة البحرية.                         |
| طائرة دون طيار             |      |                                |           |                             |                              | |
| الباحث 2                   |      | جنوب إفريقيا                   | 6         | طائرة من دون طيار           | Seeker 2                     | |
| طائرات نقل                 |      |                                |           |                             |                              | |
| إليوشن إي أل-76            |      | روسيا                          | 14        | طائرة نقل                   | Il-76TD IL-76MD              | |
| سي-130                     |      | الولايات المتحدة               | 16        | طائرة نقل                   | C-130H C-130H30              | |
| CASA[ ؟ ] C-295            |      | إسبانيا                        | 5         | طائرة نقل                   | C-295                        | تحطمت واحدة في حاث جوي في فرنسا                                                                                                   |
| بيلاتوس بي سي-6            |      | سويسرا                         | 2         | طائرة نقل                   | B2-H4                        | |
| بيتش كرافت كينغ إير        |      | الولايات المتحدة               | 5         | طائرة نقل منفعة             | C90B/GTx                     | |
| بيتشكرافت سوبر كينغ إير    |      | الولايات المتحدة               | 6         | طائرة نقل منفعة             | B300/350ER                   | |
| بيتشكرافت سوبر كينغ إير    |      | الولايات المتحدة               | 10        | طائرة نقل منفعة             | B200                         | |
| بيتش كرافت 1900            |      | الولايات المتحدة               | 6         | طائرة نقل/إتصال             | beech 1900D                  | |
| طائرة تزود بالوقود جوا     |      |                                |           |                             |                              | |
| إليوشن إي أل-78            |      | روسيا                          | 5         | طائرة تزويد بالوقود         | Il-78M/T                     | |
| طائرات تدريب               |      |                                |           |                             |                              | |
| آيرو إل-39 ألباتروس        |      | جمهورية التشيك                 | 30        | طائرة تدريب                 |                              | L-39C/ZA Albatros |
| ياكوفليف ياك-130           |      | روسيا                          | 16        | طائرة تدريب                 | Yak-130                      | |
| فرناس 142                  |      | الجزائر جمهورية التشيك         | 20        | طائرة تدريب                 |                              | نسخة جزائرية لطائرة زلين 142 التشيكية                                                                                             |
| سفير 43                    |      | الجزائر                        | 20        | طائرة تدريب                 |                              | الجزائر |
| مروحيات هجومية             |      |                                |           |                             |                              | |
| ميل مي-24                  |      | الاتحاد السوفيتي/ جنوب إفريقيا | 36        | مروحية هجومية متعددة المهام | مي-24 SUPER HIND III         | تم تطويرها في جنوب أفريقيا من طرف شركة ATE الجنوب الإفريقية إلى سوبر هند MKIII.                                                   |
| ميل مي-28                  |      | روسيا                          | 42        | مروحية هجومية متعددة المهام | مي-28UB                      | الصفقة أعلنت 28 فيفري 2014 |
| مروحيات نقل                |      |                                |           |                             |                              | |
| بي زد أل دبليو-3 سوكول     |      | بولندا                         | 8         | مروحية متعددة المهام        | W-3 SOKOL                    | مروحيات سوكول مُخصصة للتدريب على المروحيات الروسية الموجودة في الأسطول الجزائري (ميل مي-24/ميل مي-28/ميل مي-26/ميل مي-17)          |
| بيل 412                    |      | الولايات المتحدة               | 3         | مروحية نقل/اتصال            | 412EP                        | |
| يوروكوبتر إيه إس 355       |      | فرنسا                          | 13        | مروحية نقل                  |                              | |
| ميل مي-2                   |      | بولندا                         | 21        | مروحية تدريب                | مي-2                         | |
| ميل مي-8                   |      | الاتحاد السوفيتي/ روسيا        | 47        | مروحية نقل                  | مي-8                         | |
| أغستاوستلاند إيه دبليو 119 |      | إيطاليا                        | 8         | مروحية نقل وتدريب           | AW-119 MKII                  | مروحية AW-119 MKII مُخصصة للتدريب على نُسخ أغستاوستلاند الموجودة في الأسطول الجزائري.                                               |
| أغستاوستلاند إيه دبليو 139 |      | إيطاليا                        | 14        | مروحية بحث وانقاذ           | AW-139 SAR                   | |
| ميل مي-26                  |      | روسيا                          | 14        | مروحية نقل                  | مي-26T2                      | نسخة محسنة من مي-26T، مجهزة بنظام BREO-26 الإلكتروني يسمح لها بالطيران ليلا، في ظل ظروف الطقس الجيد والسيئ. الصفقة أعلنت سنة 2014 |

### معدات نقل موظفي VIP (الأسطول الرئاسي والحكومي)
تستخدم هذه الطائرات لنقل الأشخاص المهمين (كبار الشخصيات/VIP). تشمل رئيس الجمهورية، الوزراء والمسؤولين الحكوميين، وغيرهم من الموظفين الرئيسيين. تشمل طائرة وحيدة من طراز إيرباص مُعدّلة والعديد من طائرات غلف ستريم من الفئة الثالثة والخامسة ومروحيتين من طراز أغستاوستلاند إيه دبليو 101.
| فئة                        | الصورة   | بلد الأصل        | في الخدمة | ملاحظة                        |          |
| الطائرات                   | الطائرات | الطائرات         | الطائرات  | الطائرات                      | الطائرات |
| -------------------------- | -------- | ---------------- | --------- | ----------------------------- | -------- |
| إيرباص إيه 340-500         |          | فرنسا            | 1         | مُخصصة للنقل الرئاسي والحكومي. |          |
| غلف ستريم 3                |          | الولايات المتحدة | 6         | مُخصصة للنقل الرئاسي والحكومي. |          |
| غلف ستريم 5                |          | الولايات المتحدة | 1         | مُخصصة للنقل الرئاسي والحكومي. |          |
| المروحيات                  |          |                  |           |                               |          |
| أغستاوستلاند إيه دبليو 101 |          | المملكة المتحدة  | 2         | مُخصصة للنقل الرئاسي والحكومي. |          |

### أنظمة حماية الطيران
| النوع        | الصورة   | بلد الأصل | في الخدمة | ملاحظة                            |          |
| الطائرات     | الطائرات | الطائرات  | الطائرات  | الطائرات                          | الطائرات |
| ------------ | -------- | --------- | --------- | --------------------------------- | -------- |
| بريزيدينت-إس |          | روسيا     |           | حماية الطائرات من الهجوم الصاروخي |          |

## معرض الصور

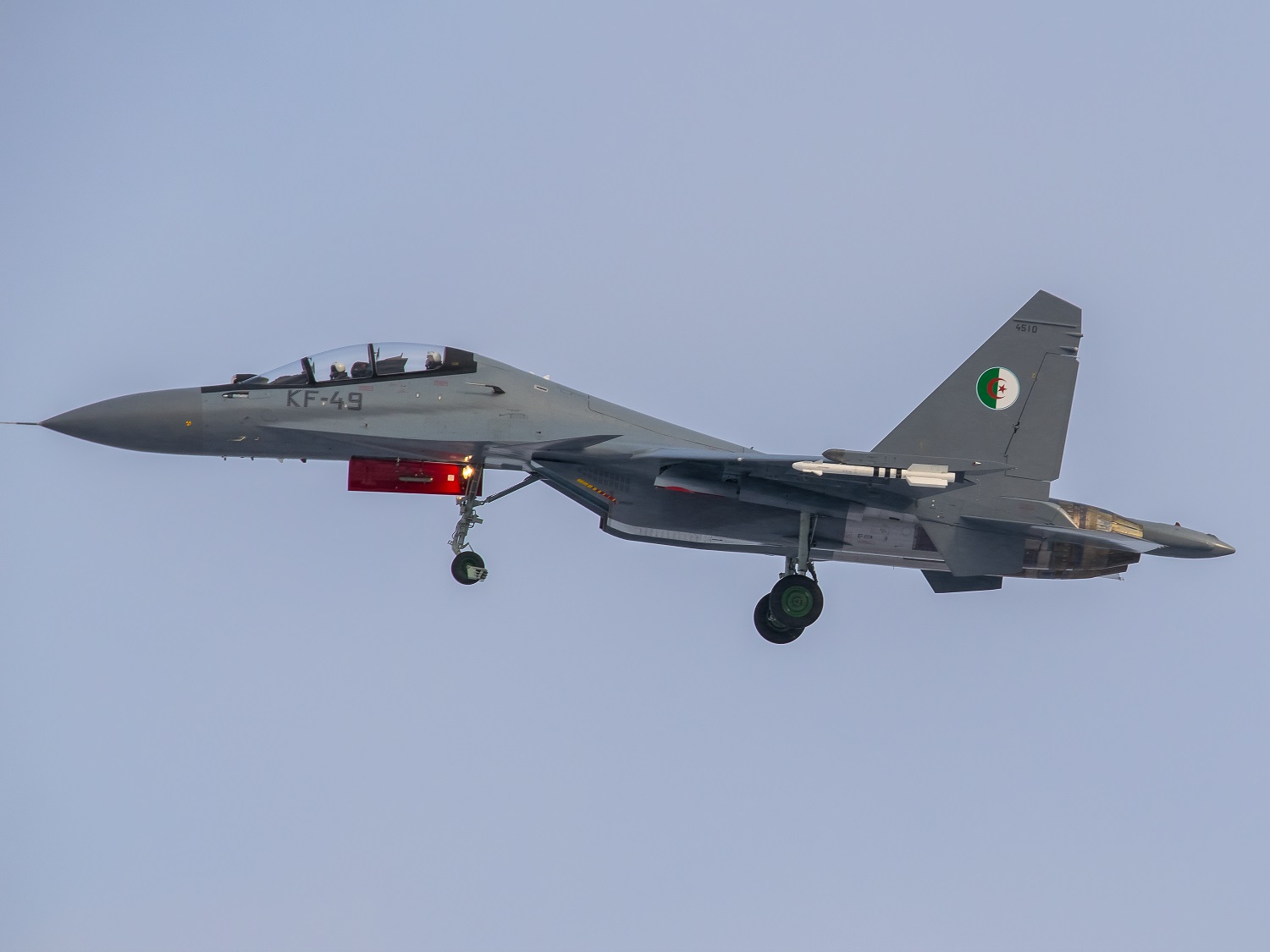
سوخوي
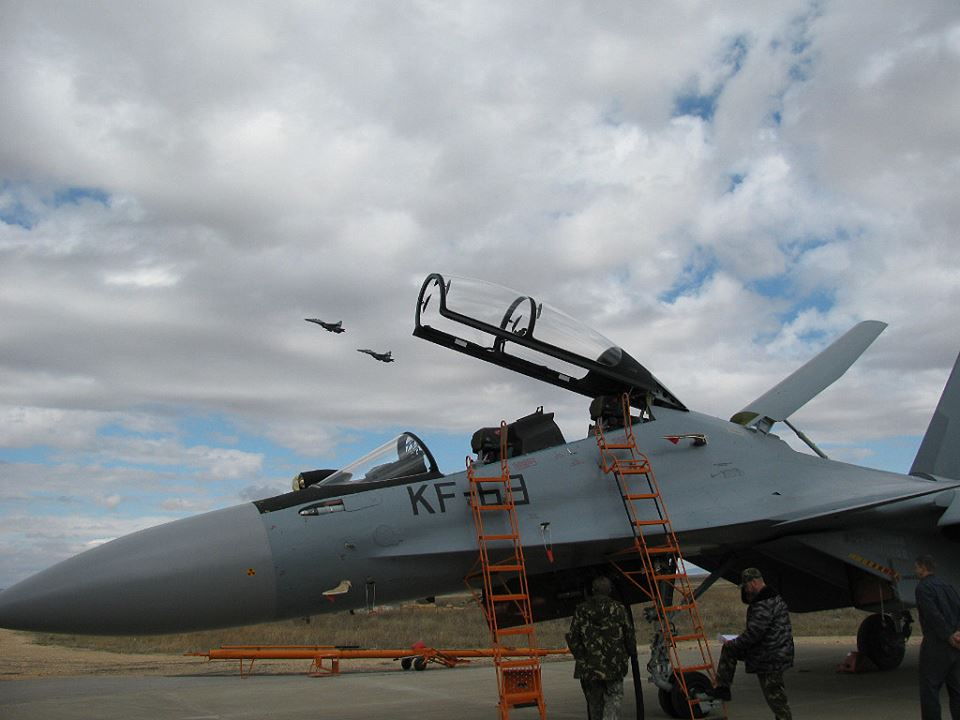
طائرة حربية جزائرية
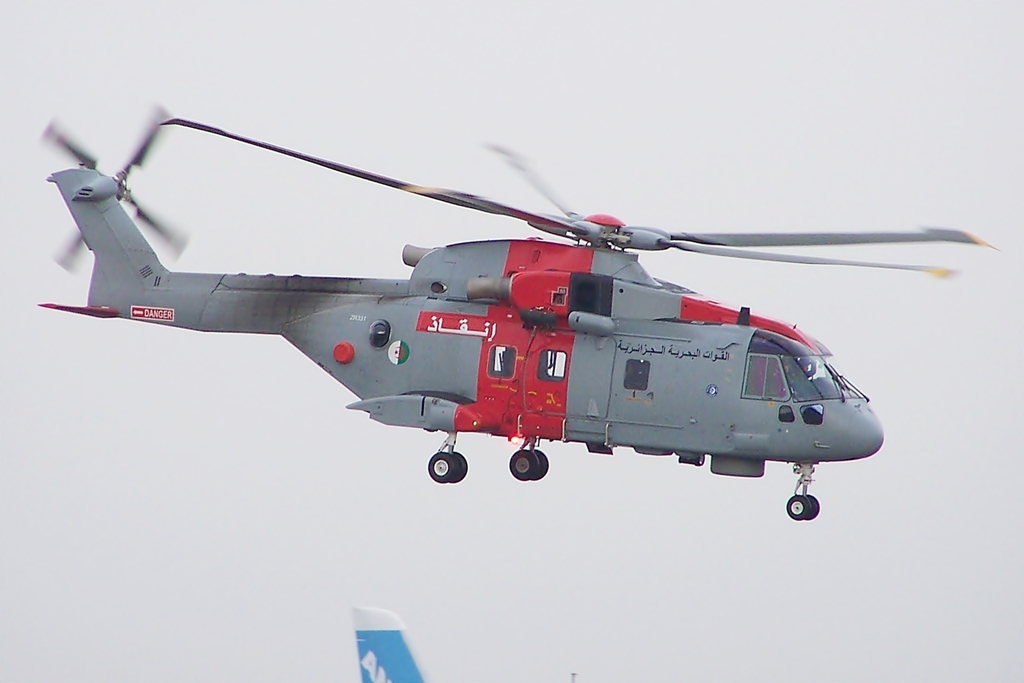
مرواحية للبحث والإنقاذ
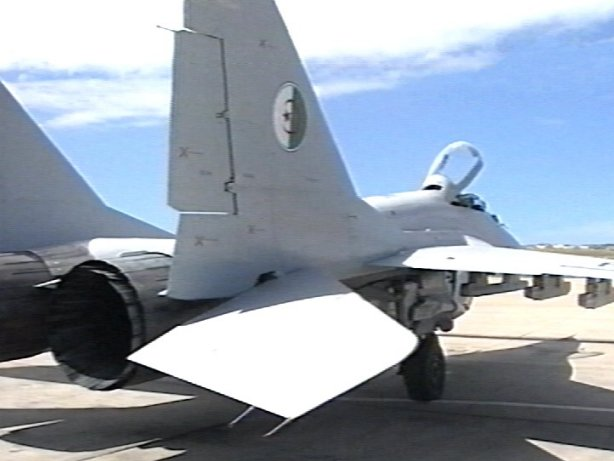
طائرة ميڨ29
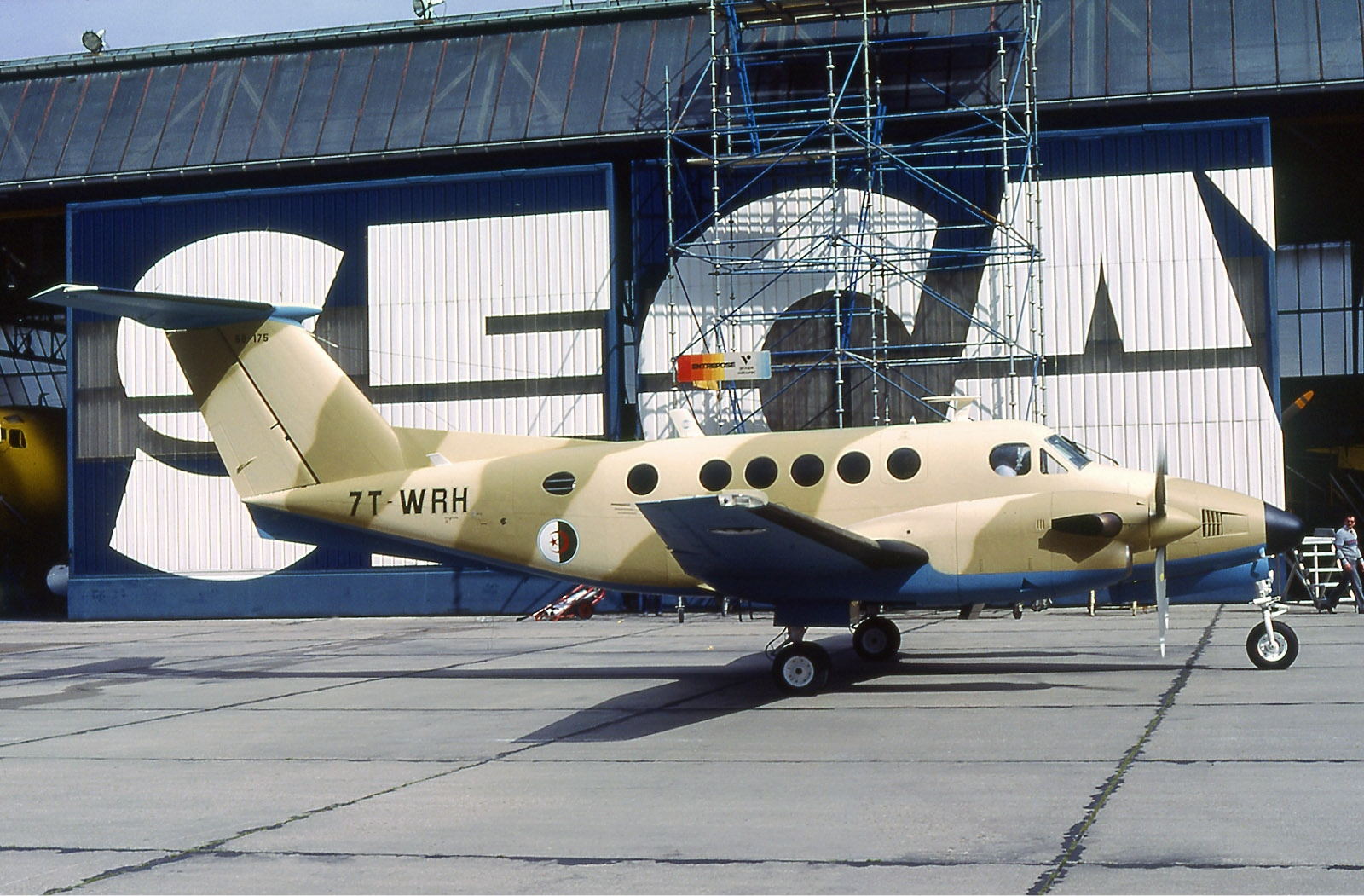
طائرة بوش 200 الجزائرية
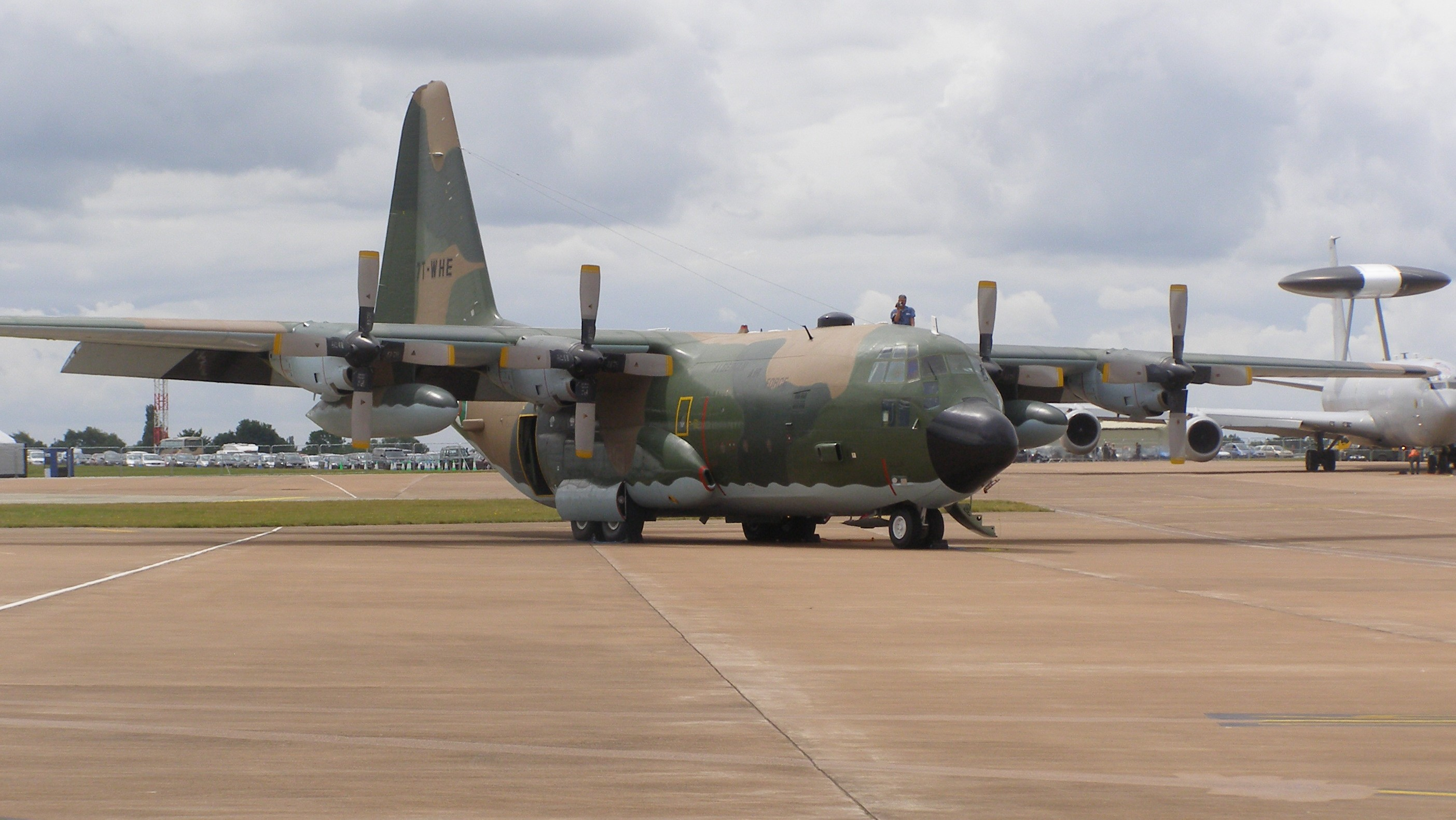
طائرة هيركيل
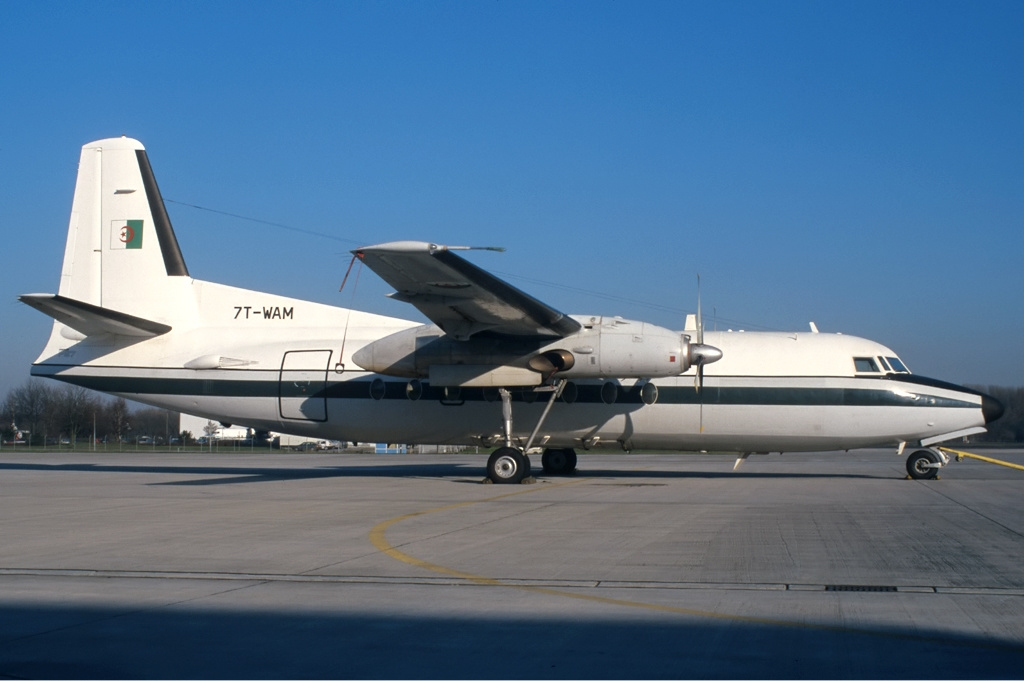
طائرة فوكار ف-27 الجزائرية
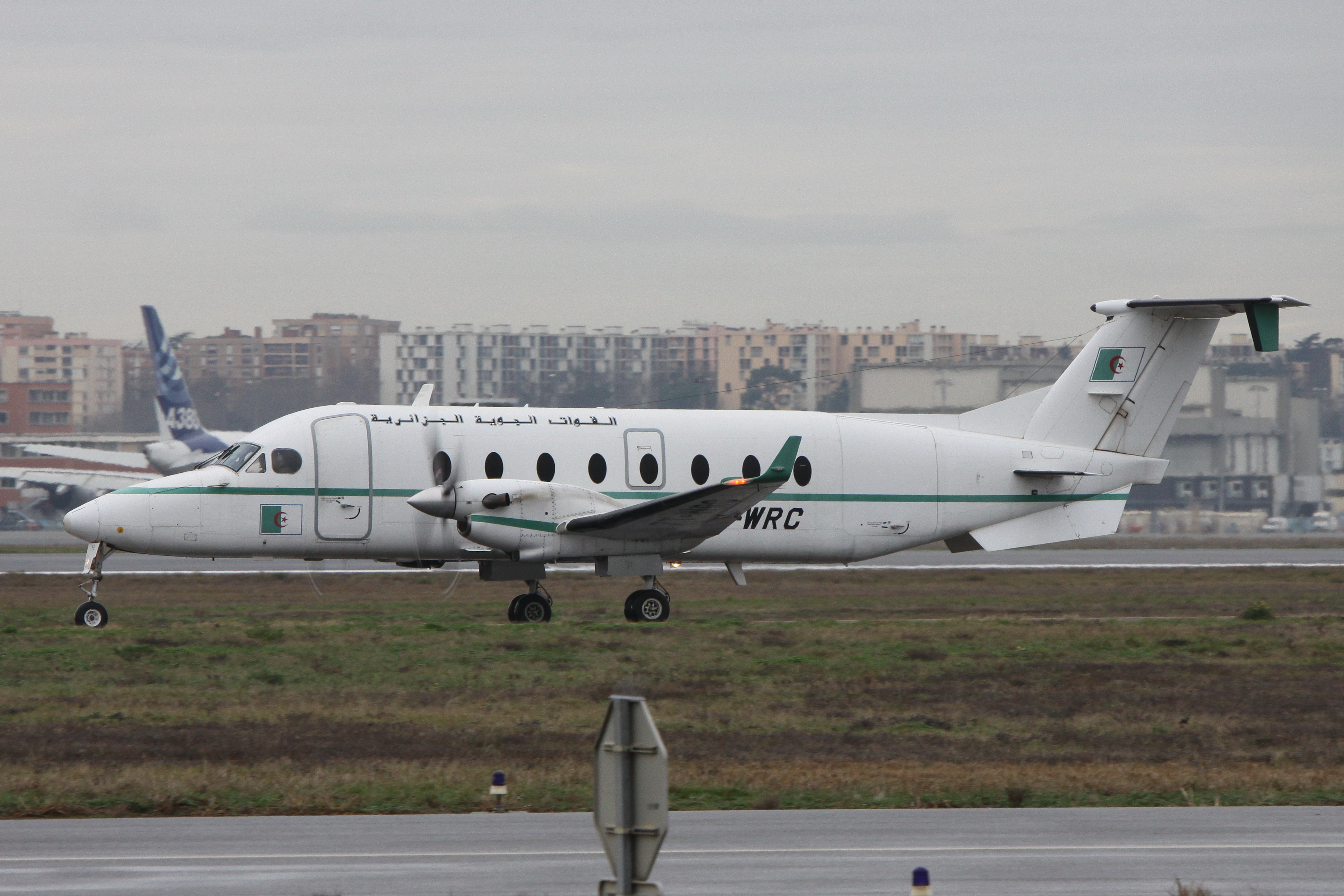
طائرة بوشكرافت 1900د الجزائرية
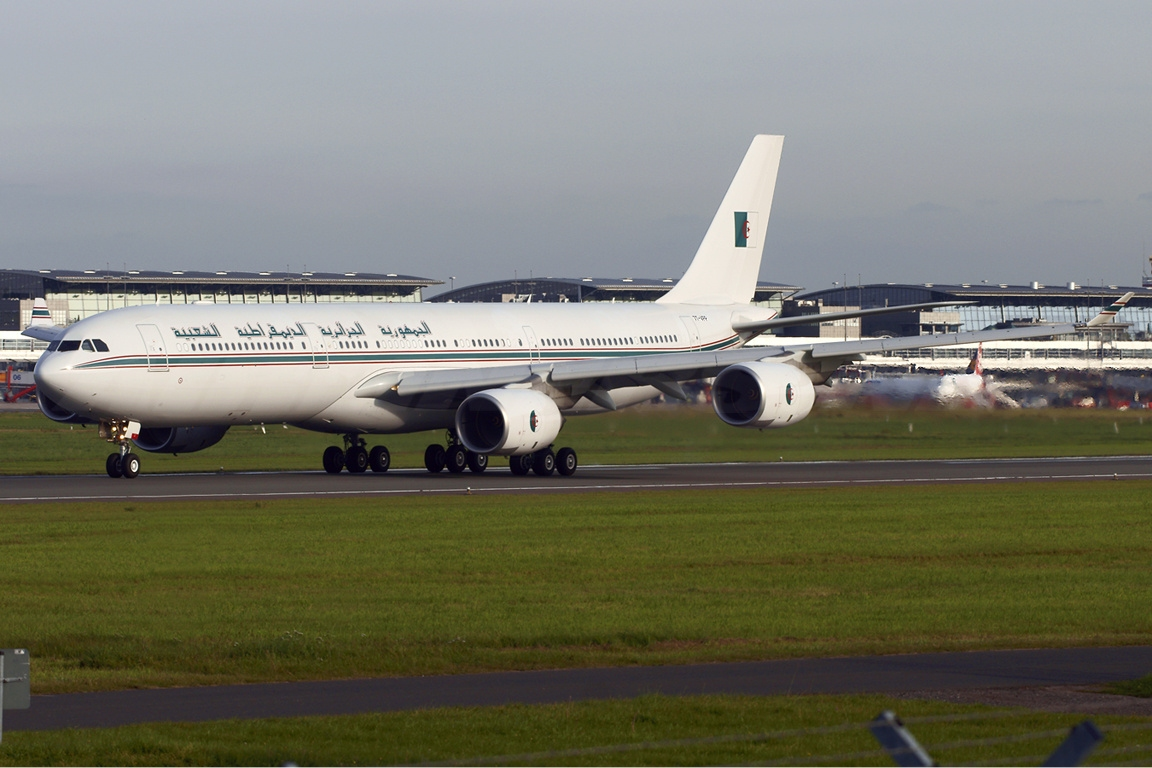
طائرة أربيس أ348-500

## وصلات خارجية
- وزارة الدفاع الوطني الجزائري
- تاريخ الجيش الجزائري من 1954 إلى يومنا هذا
- حسب تقرير لمؤسسة (غلوبال فاير بوور) الجيش الجزائري ضمن أقوى 17 جيشا في العالم 2017
- إغراءات روسيا فوق مكتب الفريق قايد - روسيا ترغب في بيع طائرات وصواريخ حديثة للجزائر
- الجزائر أول مستورد للأسلحة العسكرية في إفريقيا